# Orthocentrus bilineator
Orthocentrus bilineator är en stekelart som beskrevs av Aubert 1959. Orthocentrus bilineator ingår i släktet Orthocentrus och familjen brokparasitsteklar. Inga underarter finns listade i Catalogue of Life.